# Camille Tournier
Jean Camille Claret-Tournier, född 25 december 1900 i Chamonix, Haute-Savoie, död där 25 september 1974, var en fransk längdskidåkare som tävlade under 1920-talet. Vid olympiska vinterspelen 1928 i Sankt Moritz bröt han femmilen.